# Daunier

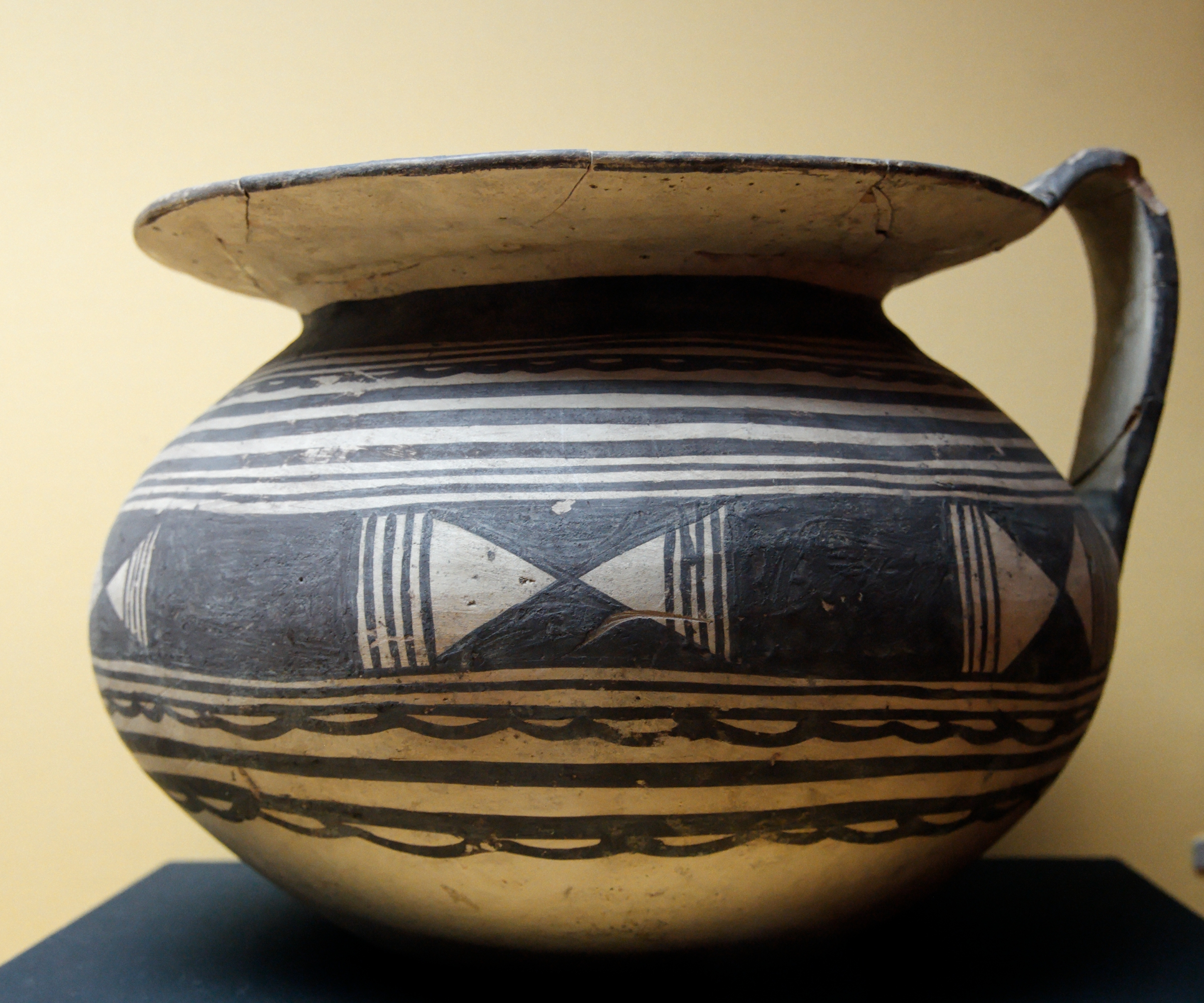
Exempel på daunisk keramik

Daunierna var ett italiskt fornfolk som bodde i Daunien. Daunien låg i italienska provinsen Foggia och sträckte sig ner till Molise. De talade ett indoeuropeiskt illyriskt språk. Benämningen på folket är en exonym (alltså en term för att beskriva ortnamn på språk som inte talas eller är officiella där orten ligger). 
Man tror idag att de tre folkstammar som går under benämningen iapyger slog sig ner i närheten av varandra i slutet av andra millenniet före vår tideräkning: förutom daunierna, som slog sig ner i Foggia, peuketerna som slog sig ner i Terra di Bari och messapierna som slog sig ner i Salento. Dessa folkslag blandades med mykener och den specifika kultur som uppstod fortlevde fram till romaniseringen. Detta område var del av storgrekland och bland annat grundades kolonin Taranto i närheten. 
Magna Graecia försökte inte begränsa de omgivande folkens kultur eller politik, men näraliggande folk, framförallt peuketer och messapier påverkades mycket av den storgrekiska närvaron i området. Daunierna å andra sidan hade närmare kontakter med liburnerna, en illyrisk folkstam i nuvarande Kroatien. Som en konsekvens kom den grekiska kulturen att ha lite inflytande på daunierna under de kommande århundradena och daunierna utvecklades åt ett annat håll. Exempelvis utvecklades en primitiv religion som bland annat innehöll inslag av människooffer. Under femhundra talet och fyrahundra talet f.Kr. ökade det hellenska inflytandet på daunierna, framförallt de som bodde vid kusten. De daunier som bodde i bergen kom istället att närma sig samniterna. 
Den dauniska staden Arpi var den som längst behöll sin dauniska starka kulturella identitet. Daunierna i Arpi bad också romarna om hjälp mot samniterna. De härskande klasserna i staden såg i Rom en starkare garanti till fortlevnad än relationerna med Magna graecia och Taranto. Daunien kom på så sätt att bli skådeplatsen för krig mellan romare, samniter, greker och kartager. De närmare relationerna med romarna ledde till att den dauniska identiteten försvagades. 